# رتينول
الريتينول هو أحد الأشكال الحيوانية لفيتامين A . بل هو داي تيربينويد وكحول. وهو قابل للتحويل إلى غيره من أشكال فيتامين (أ)، و «retinyl» في صورة ريتينيالإستر مشتق من الكحول تعد بمثابة شكل من الاشكال الفايتمنية التي تخزينها الحيوانات في صورة فيتامين .
هذا الشكل الحيواني للفيتامين «أ», فيتامين يذوب في الدهن، مهم في الرؤيا ونمو العظام، وهو من عائلة الرتيموئيدات . يهضم بشكل أولي ومصدره الحيواني هو الكبد والبيض وزيت كبد الحوت . ويحتوي على إستر الرتينيل، بينما تحتوي النباتات على طليعة الفيتامين من عائلة الكاروتينات . وحلمهة إسترات الرتينيل  تعطي الرتينول . يلعب حمض الرتينيك دوراً في تمايز الخلايا وبالتالي في نمو الجنين، كما يؤثر في إنتاج هرمون النمو.
مهم في الرؤيا ونمو العظام ، وهو من عائلة الرتيموئيدات .
الريتينول ، يعمل على إزالة القشور والخلايا الميتة عن البشرة وتساعدها في استعادة نضارتها. هذا المرطب يستهدف حب الشباب وبقع الشيخوخة والتجاعيد، ويوجد العديد من منتجاته في الصيدلية.

## الاكتشاف
في عام 1913، [المر ماكولوم]، وهو مختص بالكيمياء الحيوية في جامعة ويسكونسن ماديسون، وزميله [مارغريت ديفيس] التعرف على المغذيات التي تذوب في الدهون في زبد وزيت كبد سمك القد. أكد أن عملهما من توماس أوسبورن (كيميائي حيوي) و لافاييت مندل، في ييل، الذي اقترح المواد الغذائية التي تذوب في الدهون في الحليب الدسم في عام 1913
.

## التركيبة الكيميائية والوظيفة
من الممكن تكون العديد من النظائر الفراغية المختلفة للريتينول، و حامض ريتينويك , إما ترانس أيسومر أو  سس ترانس أيسومر تتكون من أربعة من الخمسة روابط الثنائية وجدت في سلسلة البوليين . cis ايسومر اقل استقرار من trans لذلك يمكن أن تتحول جميعها إلى trans
يوجد فيتامينA₁ في ثلاث صور حسب نهاية السلسلة الطرفيه ,فممكن ان تنتهى بكحول فيسمى ريتينول

## التخليق الحيوي للريتينول

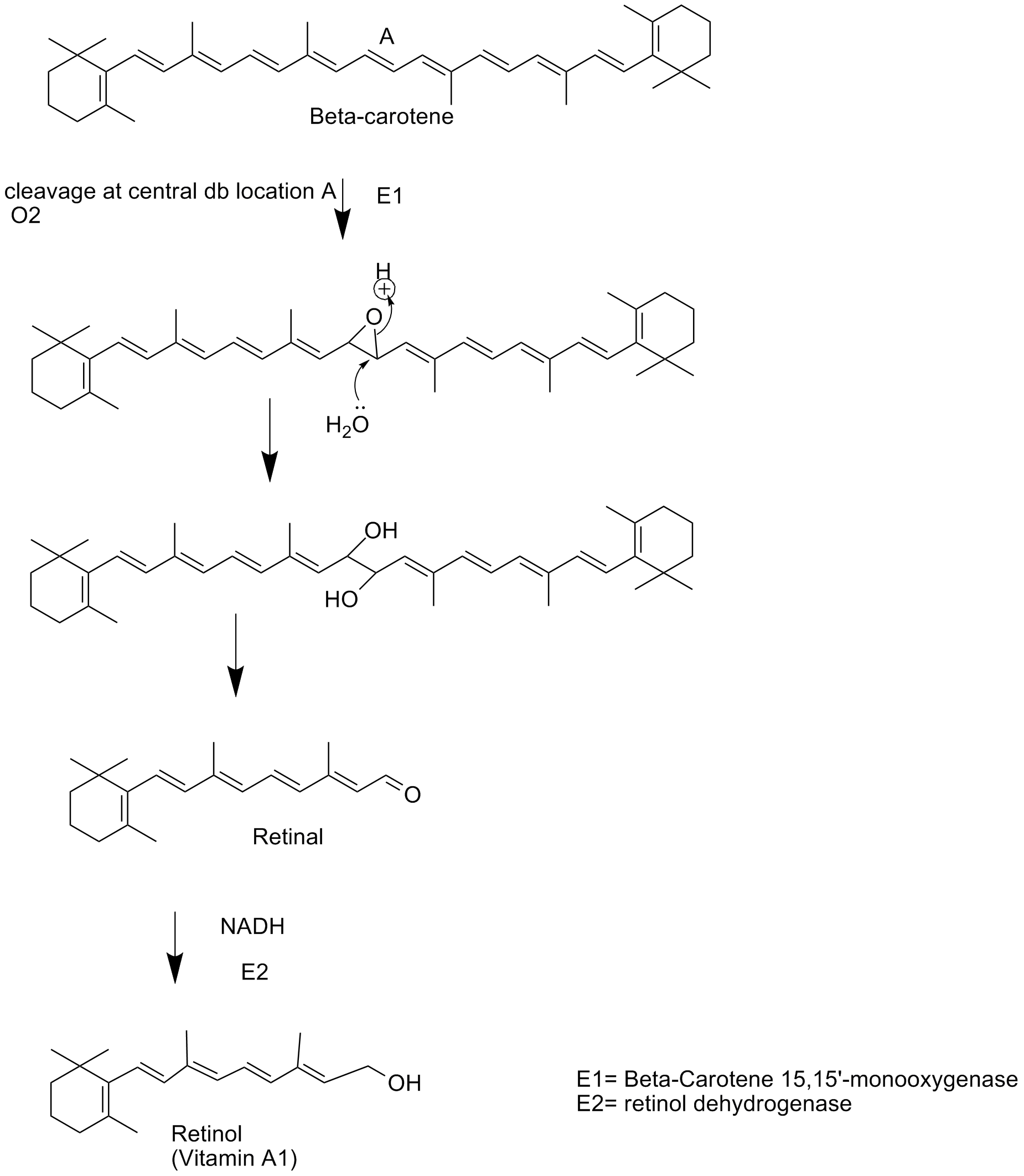
Vitamin A biosynthesis

## دور حيوي

### الدور في علم الأجنة
<-! ويرتبط هذا القسم من الاكتئاب بعد الولادة ->

## وحدات القياس
عند الإشارة إلى البدلات الغذائية أو علوم التغذية ، وعادة ما يقاس الريتينول بوحدة دولية هي (IU). تشير إلى الوحدة الدولية للفعالية الحيوية، وبالتالي هي فريدة من نوعها لكل مركب فردي ، ومع ذلك 1 وحدة دولية من فيتامين «إي» ما يعادل حوالي 0.3 ميكروغرام (300 نانوجرام).

## التغذية
| خصائص الفيتامين                                                                                           | خصائص الفيتامين |
| --- | --------------- |
| الذوبانية                                                                                                 | الدهن           |
| RDA (الذكور البالغين)                                                                                     | 900 µg/يوم      |
| RDA (الإناث البالغات)                                                                                     | 700 µg/يوم      |
| RDA الحد الاعلى (الذكور البالغين)                                                                         | 3,000 µg/يوم    |
| RDA الحد الاعلى (الإناث البالغات)                                                                         | 3,000 µg/يوم    |
| أعراض النقص                                                                                               |                 |
| - العمى الليلي - تلين القرنية - الشحوب، وجفاف الجلد                                                       |                 |
| الأعراض الزائدة                                                                                           |                 |
| - تسمم الكبد - جفاف الجلد - فقدان الشعر - آثار تشوه الأجنة - هشاشة العظام (المشتبه بهم، على المدى الطويل) |                 |
| المصادر الشائعة                                                                                           |                 |
| - الكبد وغيرها من الأجهزة - منتجات الألبان المحصنة - الفاكهة الغامقة الملونة - الخضار الورقية             |                 |

## وصلات خارجية
- قالب:Pauling
- A commoningly used ingredient to lighten hyper-pigmentation
- NIH Office of Dietary Supplements - Vitamin A
- Retinol binding protein
- Merck Manual of Diagnosis and Therapy: Vitamin A Deficiency
- WHO publications on Vitamin A Deficiency
- BBC News article on Retinol's use as an anti-wrinkle cream